# Apalis karamojae
El apalis de Karamoja (Apalis karamojae) es una especie de ave paseriforme de la familia Cisticolidae propia de África Oriental.

## Distribución y hábitat
Se encuentra en Tanzania, Uganda y Kenia. Su hábitat natural son las zonas arbustivas húmedas tropicales con especial predilección por zonas con acacias Acacia drepanolobium. Se encuentra amenazado por pérdida de hábitat.